# 木村秀政

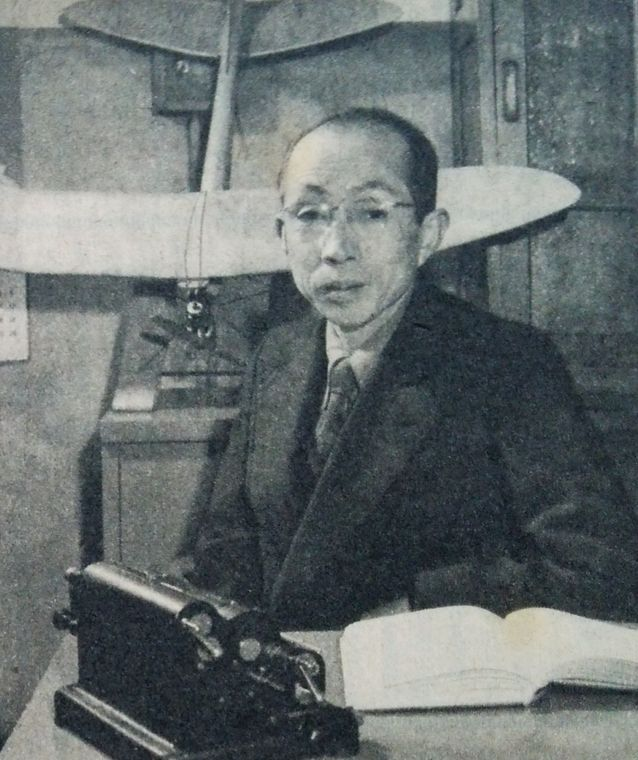
木村秀政

木村秀政（1904年4月13日—1986年10月10日）是日本航空工程師。日本大學教師。出生於北海道。正四位受位者。紫綬褒章獲得者。藍綬褒章獲得者。勳二等旭日重光章獲得者。勳五等雙光旭日章獲得者。

## 外部連結
- 木村秀政 （页面存档备份，存于） - NHK（日語）